# チャールズ・ボールデン
チャールズ・ボールデン（Charles Bolden、1946年8月19日 - ）は、アメリカ合衆国の海兵隊員、宇宙飛行士、工学者。最終階級は海兵隊少将。在日米軍副司令官、アメリカ航空宇宙局（NASA）長官。
1968年に海軍兵学校を卒業し、海軍飛行士兼テストパイロットとなった。宇宙飛行士の任務を終えた後には、海軍兵学校の士官候補生隊長補佐となった。2009年5月23日、バラク・オバマは、ボールデンをNASA長官、ロリ・ガーヴァーを副長官に指名したことを発表した。2009年7月15日にはアメリカ合衆国上院で承認された。この結果、彼は、NASAを率いる初めてのアフリカ系アメリカ人となった。

## 教育
ボールデンは、1964年にコロンビア (サウスカロライナ州)のC.A.ジョンソン高校を卒業し、1968年に海軍兵学校で電子科学の学士号、1977年に南カリフォルニア大学でシステム管理の修士号を取得した。オメガ・プサイ・ファイ・フラタニティのメンバーであった。

## 軍歴

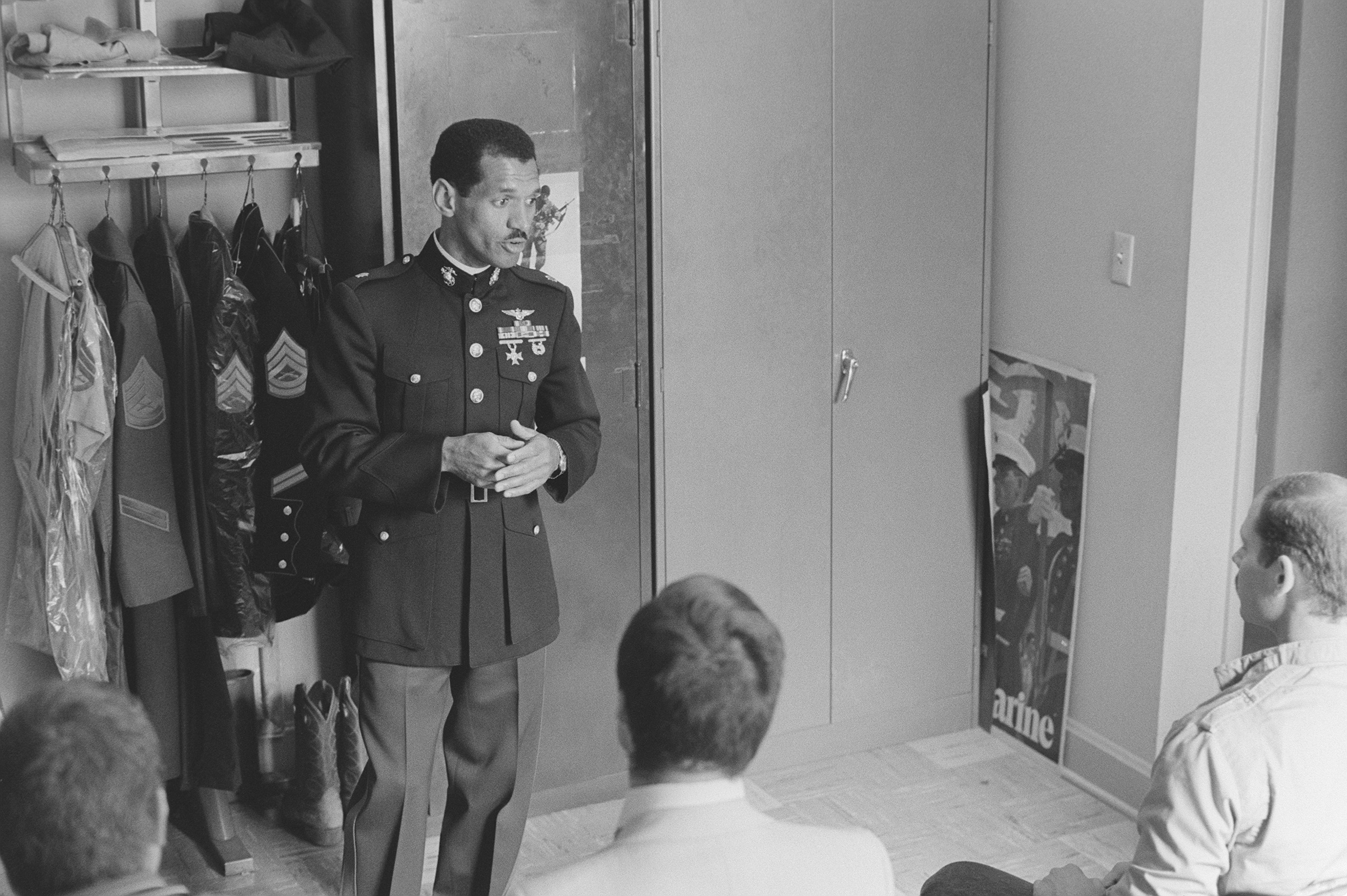
1982年にリクルーターとして話をするボールデン

1968年に海軍兵学校を卒業すると、ボールデンは海兵隊の少尉に任官した。その後、ペンサコーラ (フロリダ州)、メリディアン (ミシシッピ州)、キングスヴィル (テキサス州)で訓練を受け、1970年5月に海軍飛行士に指名された。彼は、1972年6月から1973年6月までA-6で、ベトナム民主共和国、ベトナム共和国、ラオス、カンボジアを100回以上襲撃した。
アメリカ合衆国に帰国すると、ボールデンは、2年間の遠征に行き、ロサンゼルスでリクルーターとして働いた。その後3年間、カリフォルニア州エルトロの海兵隊航空基地で様々な任務に就いた。
1979年6月、彼は海軍テストパイロット学校を卒業し、海軍航空試験センターに着任した。ここで、彼はテストパイロットとして働き、A-6E、EA-6、A-7等の多くの航空機の試験飛行を行った。飛行時間は、6000時間以上を記録した。
ボールデンは、1980年にNASAにより宇宙飛行士候補に選ばれ、1994年までNASAに所属し、1994年6月27日に海軍兵学校の士官候補生隊長補佐として復帰した。1997年7月、彼は第1海兵遠征軍の副司令官に任じられた。1998年2月から6月までは司令官を務め、クウェートで行われた「砂漠の雷作戦」を支援した。1998年7月には、最終階級の少将に昇進し、在日米軍の副司令官となった。その後、2000年8月9日から2002年8月まで第3海兵航空団の司令官を務めた。2004年8月に軍を退役した。

## NASAでのキャリア
1980年5月に候補に選ばれ、ボールデンは1981年8月に宇宙飛行士になった。1986年のSTS-61-C、1990年のSTS-31、1992年のSTS-45、1994年のSTS-60の4度の宇宙飛行を行い、合計680時間を宇宙で過ごした。
ボールデンは、ケネディ宇宙センター第39発射施設にある緊急脱出用のサイドワイヤバスケットを初めて使った人物となった。これは、STS-41-Dの打上げの後、有人試験が必要とされたものだった。

### 宇宙飛行

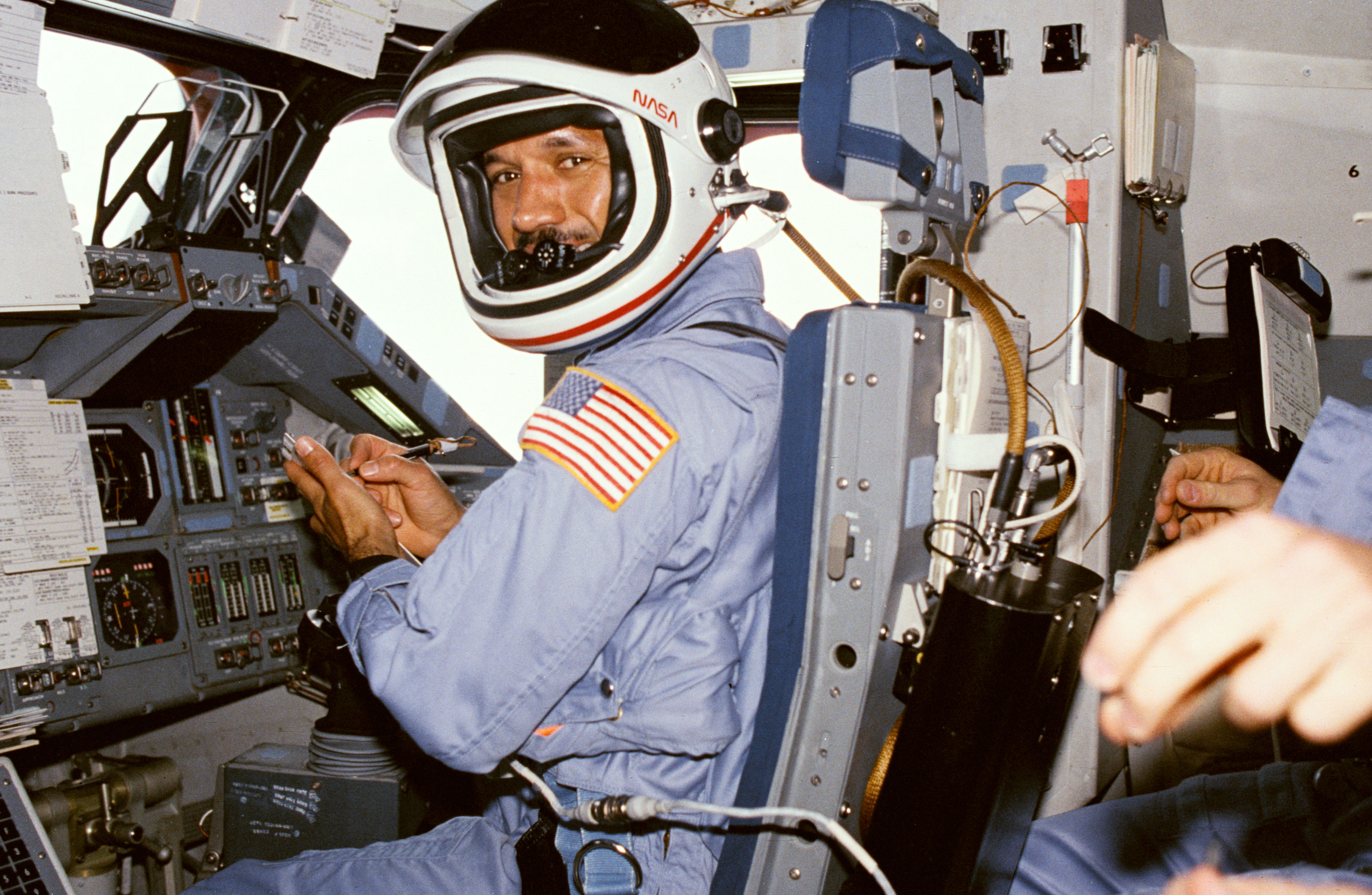
STS-61-Cでコロンビアのフライトデッキにいるボールデン

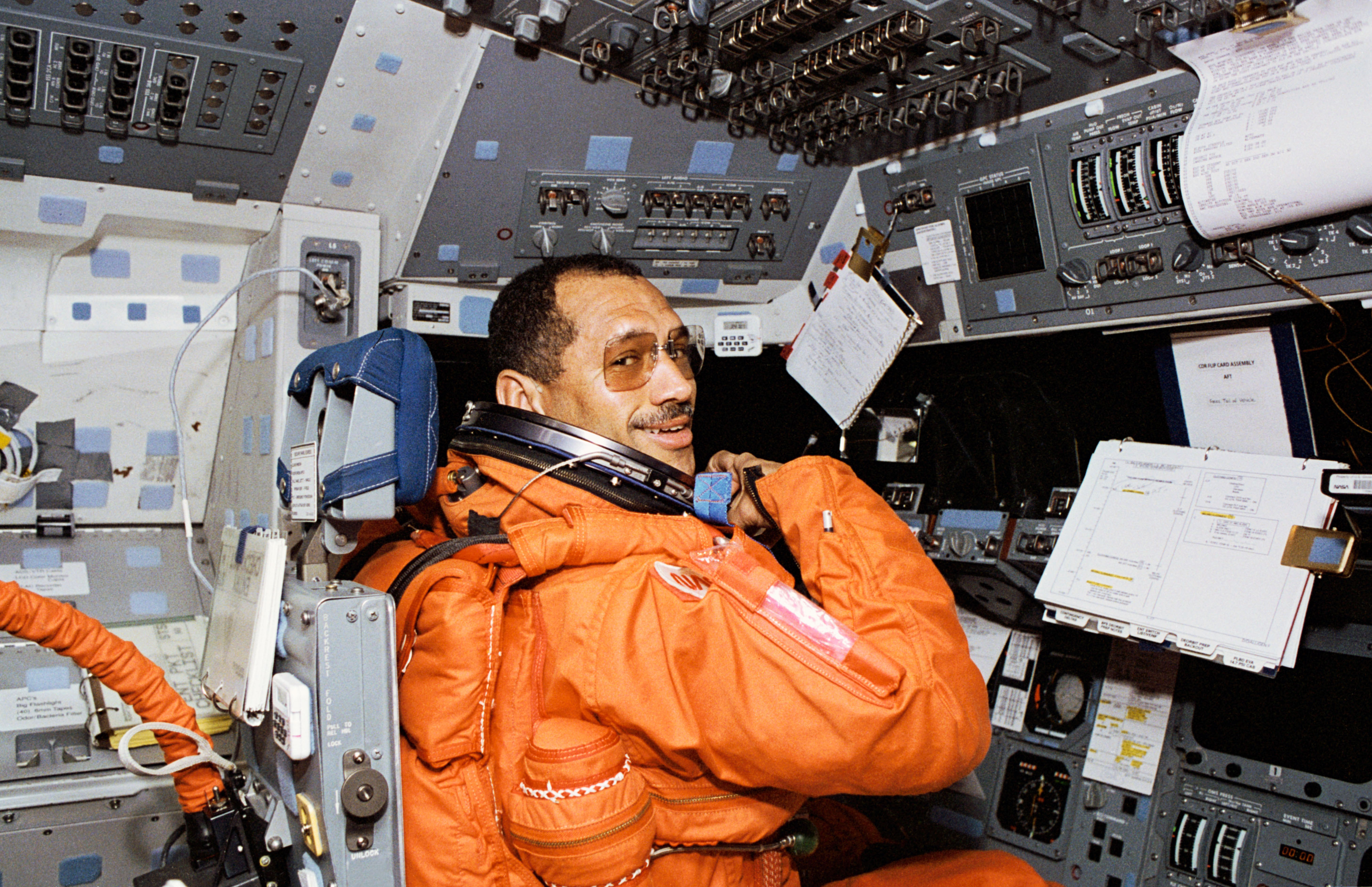
STS-60でディスカバリーのフライトデッキにいるボールデン

STS-61-Cでは、ボールデンはコロンビアの操縦手を務めた。6日間の飛行で、Ku帯の通信衛星が展開され、宇宙物理学及び材料科学の実験が行われた。STS-61-Cは、1986年1月12日にケネディ宇宙センターから打ち上げられ、地球を96周して1986年1月18日にエドワーズ空軍基地に帰還した。
STS-31では、ボールデンは操縦手としてディスカバリーを操縦した。1990年4月24日にケネディ宇宙センターから打ち上げられ、乗組員は5日間のミッションで、ハッブル宇宙望遠鏡を展開し、ミッドデッキで様々な実験を行った。また、キャビンやカードベイでIMAXを含む様々なカメラを用いて、記録を樹立した400マイル以上の高度から地球を撮影した。121時間で地球を75周し、1990年4月29日にエドワーズ空軍基地に帰還した。
STS-45では、ボールデンは船長を務めた。アトランティスは1992年3月24日にケネディ宇宙センターから打ち上げられ、NASAのMission to Planet Earthのための最初のスペースラブのミッションを行った。9日間のミッションで、7人の乗組員はATLAS-1カーゴの12個の実験機器を運用した。ATLAS-1は大気化学や大気物理の多くの詳細なデータを得て、気候や大気の理解に貢献した。さらに、人工的な電子ビームが初めて人工オーロラが作られた。地球を143周し、1992年4月2日にケネディ宇宙センターに帰還した。
STS-60でも、ボールデンは船長を務めた。この飛行は、アメリカとロシアの歴史的な初めての合同でのスペースシャトルミッションとなり、ロシア人のセルゲイ・クリカレフが参加した。1994年2月3日にケネディ宇宙センターから打ち上げられ、スペースハブとWake Shield Facility (WSF)が軌道に運ばれた。さらに、乗組員は、アメリカとロシアの合同の科学実験を行った。地球を130周し、1994年2月11日にケネディ宇宙センターに帰還した。

### NASA長官

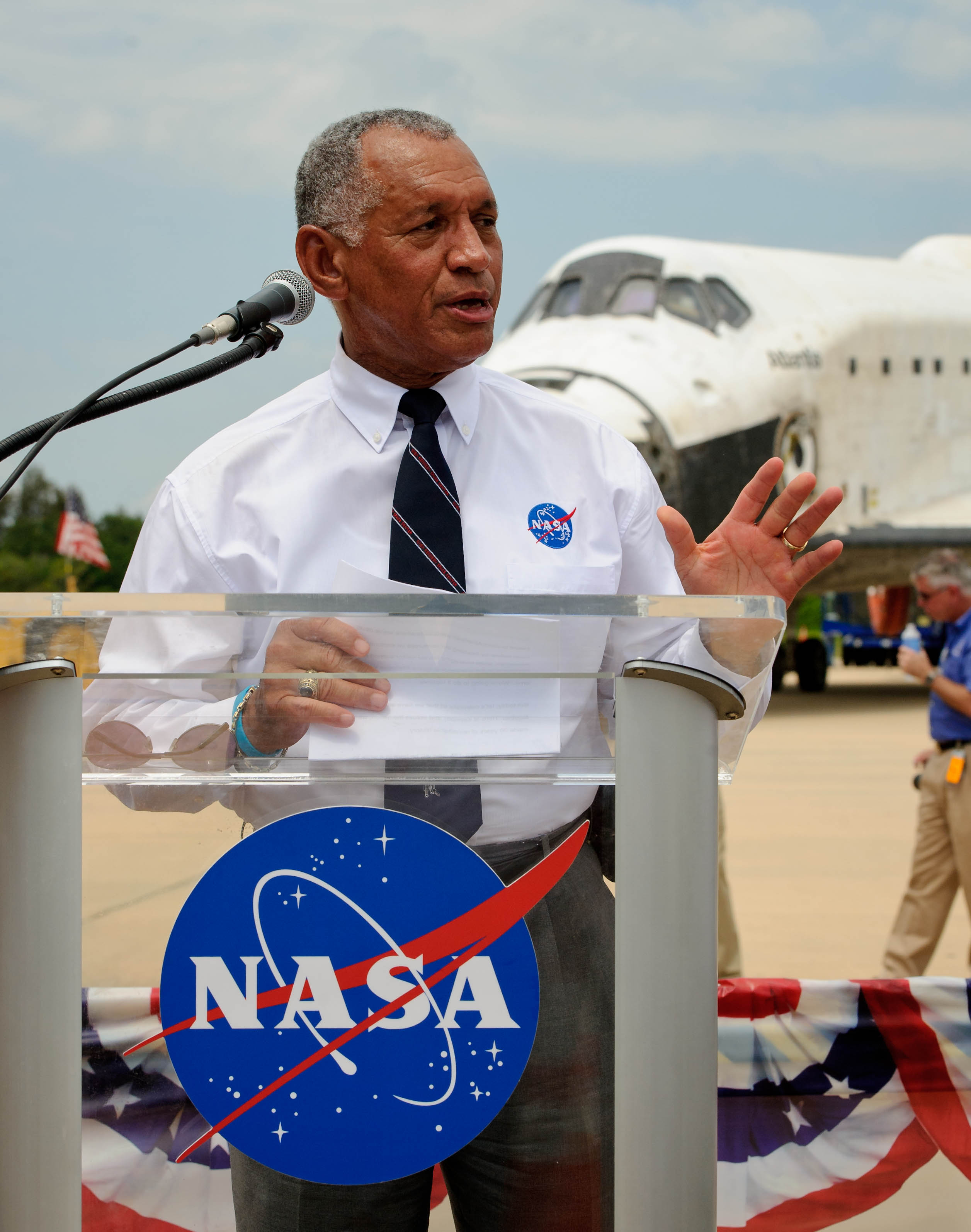
最後のスペースシャトルのミッションSTS-135の着陸後に会見をするボールデン

2009年、アメリカ合衆国大統領バラク・オバマはボールデンをNASA長官に指名した。
2010年4月28日にNASAが公開した"NASA's New Era of Innovation and Discovery"と題するビデオの中で、ボールデンは「我々はサイエンスフィクションをサイエンスファクト（科学的な真実）に変えようとしている」と述べた。2010年6月のアルジャジーラとのインタビューで、ボールデンは、彼がオバマから与えられた3つの最大の目標は、子供達に科学や数学への興味を持たせること、NASAの国際協調を拡大すること、そして「恐らく最大」のものは、イスラム世界が科学や数学、工学への貢献の重要性に気づく手助けをすることだと語った。
ボールデンは、彼のNASAでの長期的な目標は、宇宙飛行士を火星に送ることだと語った。しかし、彼はNASAの主要プロジェクトへの資金の減額の懸念があることにも言及した。
2012年8月28日、彼は自身の声を火星の表面で放送した最初の人間となった。探査車にはスピーカーがついていなかったが、彼の声の伝送を受け、地球に向けて送り返した。
こんにちは。こちらはチャーリー・ボールデン。NASAの長官で、現在は火星の表面にあるキュリオシティのローバーからの放送を通じてあなた方に語りかけています。

歴史が始まって以来、人類の好奇心(キュリオシティ)は、常に私たちを地平線の向こうの新しい生命、新しい可能性の探索に向かわせてきました。私は、我々NASAの家族のみならず世界中の民間、政府のパートナーとともに、火星の先のステップに至れたことを喜びたい。
これは、途方もない達成です。火星に探査車を着陸させることは容易なことではなく、他国も挑戦したもののアメリカ合衆国のみが完全に成功したものです。我々の投資のおかげでゲール・クレーターの観測、分析から得られる知識は、火星の生命の可能性だけではなく、地球の過去や未来について多くを教えてくれます。キュリオシティは地球に利益をもたらし、また新しい世代の科学者や探検家にひらめきを与えてくれます。またそれは、遠くない未来に有人ミッションを実現する道を準備してくれます。

ありがとう。—第12代NASA長官　チャールズ・ボールデン

## 受賞
ボールデンは、以下のような軍事の賞を受けている。
|                           |                                   |           |             |
| Gold star                 |                                   |           |             |
|                           | Bronze oak leaf cluster           | Gold star |             |
| Gold star · Gold star     | Gold star · Gold star · Gold star |           | Bronze star |
| Bronze star · Bronze star |                                   |           |             |

また、彼は1984年に南カリフォルニア大学から科学の、1986年にウィンスロップ大学から人文学の、1990年にジョンソン・C・スミス大学から人文学の、2011年にモンマス大学から法学の、2012年にメリーランド大学ユニバーシティ校から公共学のそれぞれ名誉博士号を授与されている。